# He Stopped Loving Her Today
Singles de George Jones
Someday My Day Will Come
(1979) I'm Not Ready Yet
(1980)
He Stopped Loving Her Today est le titre d'une chanson enregistrée par l'artiste américain de musique country George Jones qui a été nommée à plusieurs reprises meilleure chanson country de tous les temps. Elle a été publiée en single le 14 avril 1980, c'est le premier single extrait de l'album I Am What I Am. La chanson a atteint la première place du hit-parade country américain, son premier single à atteindre cette position depuis six ans.  Cette chanson mélancolique a été écrite par Bobby Braddock et Curly Putman.

## Texte et musique
La chanson est racontée du point de vue du narrateur parlant d'un « ami » qui n'a jamais abandonné son dernier amour. Il conserve de vieilles lettres et de vieilles photos, et s'accroche à l'espoir qu'elle « reviendra encore ». La chanson atteint son climax dans le refrain, qui raconte qu'il a effectivement arrêté de l'aimer, le jour de sa mort. La femme dont il parle assiste à ses funérailles.

## Réception
Jones dit de la chanson qu'elle a relancé sa carrière alors sur le déclin, déclarant qu'une « a four-decade career had been salvaged by a three-minute song » (carrière de quatre décennies a été sauvée par une chanson de trois minutes à peine). Jones a remporté le Grammy Award de la meilleure performance vocale country masculine en 1980. L'Academy of Country Music l'a nommée Single de l'année et Chanson de l'année en 1980. Elle a également été nommée Chanson de l'année par la Country Music Association en 1980 et en 1981.
En 2007, la chanson a reçu le Grammy Hall of Fame Award, avant d'être inscrite en 2008 au registre national des enregistrements (National Recording Registry) de la bibliothèque du Congrès à Washington.

## Positions dans les hits-parades
| Chart (1980)                       | Position |
| ---------------------------------- | -------- |
| U.S. Billboard Hot Country Singles | 1        |
| Canadian RPM Country Tracks        | 2        |